# Franka Potente
Franka Potente [ˈfʁaŋka poˈtɛntə], née le 22 juillet 1974 à Münster (Rhénanie-du-Nord-Westphalie, Allemagne), est une actrice allemande.

## Biographie
Après avoir étudié l'art dramatique, à l'école Otto Falckenberg de Munich et au célèbre Lee Strasberg Theatre Institute à New York, Franka Potente est repérée par un agent de casting dans un club berlinois. En 1995, elle débute sur grand écran avec le rôle principal de la comédie Dans la forêt vierge après cinq heures, pour lequel elle reçoit le prix bavarois du Meilleur espoir féminin.
Après quelques téléfilms en Allemagne, Franka Potente acquiert une notoriété internationale en 1998 grâce au thriller Cours, Lola, cours, réalisé par Tom Tykwer qui la voit arpenter les rues de Berlin à la recherche de son petit ami.
Après cet énorme succès en Allemagne, l'actrice s'illustre dans le film d'horreur Anatomie puis dans le drame romantique La Princesse et le Guerrier, à nouveau devant la caméra de Tom Tykwer.
Forte de son succès international, Franka Potente se distingue à Hollywood. On la voit en 2001 au générique de Blow, avec Johnny Depp, mais c'est surtout en compagnie de Matt Damon dans La Mémoire dans la peau et La Mort dans la peau qu'elle se fait remarquer.
Des apparitions dans de grosses productions qui ne l'empêchent pas d'évoluer dans des films plus intimistes, comme le thriller Creep, en 2004, où elle se retrouve prisonnière du métro londonien.
Elle a fait partie du jury international présidé par le réalisateur allemand Roland Emmerich lors du 55e Festival de Berlin. La même année, elle est à l'affiche de l'adaptation du roman de l'auteur français Michel Houellebecq Les particules élémentaires.
Par la suite, elle alterne cinéma et télévision. On la retrouve notamment en 2009 dans la seconde partie du biopic en deux films Che - 2e partie : Guerilla (Guerrilla), aux côtés de Benicio del Toro.
Elle fait partie du casting principal de la série américaine Copper durant ses deux saisons entre 2012 et 2013.
La comédienne rejoint en 2016 le casting du succès Conjuring 2 : Le Cas Enfield avec aussi Vera Farmiga et Patrick Wilson.
Elle réalise son premier long métrage en 2020 avec le film Home.

## Filmographie

### Actrice

#### Longs métrages
- 1997 : Dans la forêt vierge après cinq heures (Nach Fünf im Urwald) : Anna
- 1997 : Easy Day : Lily
- 1997 : Die drei Mädels von der Tankstelle : Lena
- 1998 : Suis-je belle ? (Bin ich Schön?) : Linda
- 1998 : Cours, Lola, cours (Lola rennt) : Lola
- 1999 : Downhill City : Peggy
- 1999 : Südsee, eigene Insel : Kassiererin / Cashier
- 1999 : Schlaraffenland : Mona Wendt
- 2000 : Anatomie : Paula Henning
- 2000 : La Princesse et le Guerrier (Der Krieger und die Kaiserin) : Simone Schmidt
- 2000 : Storytelling : Chef monteuse de Toby
- 2001 : Blow : Barbara Buckley
- 2002 : Anatomie 2 : Paula Henning
- 2002 : Imagine 17 ans (Try Seventeen) : Jane
- 2002 : La Mémoire dans la peau (The Bourne Identity) : Marie Kreutz
- 2003 : Blueprint : Iris Sellin / Siri Sellin
- 2003 : I Love Your Work d'Adam Goldberg : Mia Lang
- 2004 : La Mort dans la peau (The Bourne Supremacy) : Marie Kreutz
- 2004 : Creep : Kate
- 2004 : The Tulse Luper Suitcases, Part 2: Vaux to the Sea : Trixie Boudain
- 2005 : Les particules élémentaires (Elementarteilchen) : Annabelle
- 2007 : Eichmann : Vera Less
- 2007 : Romulus, My Father : Christina
- 2009 : Che - 2e partie : Guerilla (Guerrilla) : Tania Haydee Tamara Bunke Bider
- 2010 : Shanghai : Une espionne allemande
- 2010 : Kleine Lichter : Valerie
- 2016 : Conjuring 2 : Le Cas Enfield : Anita Gregory
- 2017 : Muse (Musa) de Jaume Balagueró : Susan Gilard
- 2018 : Possession (Between Worlds) de Maria Pulera : Julie

#### Téléfilms
- 1997 : Une vie pour une autre : Lisa Manocci
- 1997 : Coming In : Nina
- 1998 : Opernball (de) : Gabrielle Becker
- 1998 : Rennlauf : Alice
- 2007 : La Traque de Laurent Jaoui : Beate Klarsfeld
- 2008 : Le Pont (Die Brücke) : Elfie Bauer
- 2011 : Le Naufrage du Laconia (The Sinking of the Laconia) : Hildegard Schmidt / Hilda Smith
- 2011 : Beate Uhse - Das Recht auf Liebe : Beate Uhse

#### Séries télévisées
- 1996 : Zwei Brüder : Mara
- 2007 : The Shield : Diro Kesakhian
- 2009 : Dr House : Lydia (saison 6, épisodes 1 et 2)
- 2010 : Psych : Enquêteur malgré lui : Nadia
- 2012 : American Horror Story : Asylum : Anne Frank / Charlotte Brown (2 épisodes)
- 2012-2013 : Copper : Eva Heissen
- 2014 : The Bridge : Eleanor Nacht
- 2016 : Dark Matter : Inspecteur en chef Shaddick
- 2016 : Taboo : Helga
- 2022 : DC Titans : May Bennett / Mother Mayhem
- 2023 : Castlevania : Nocturne : Erzsebet Báthory / Sekhmet (voix)

### Réalisatrice
- 2006 : Celui qui déterre la belladone (de) (Der die Tollkirsche ausgräbt)
- 2020 : Home

## Distinctions

### Récompenses
- Bavarian Film Awards 1996 : meilleure jeune actrice pour Dans la forêt vierge après cinq heures
- Bambi Awards 1998 : meilleure actrice pour Cours, Lola, cours
- Bavarian Film Awards 1998 : meilleure actrice dans un téléfilm pour Opernball (de)
- Berlinale 1998 : Prix Shooting Stars
- MTV Europe Music Awards 1998 : meilleure vidéo musicale partagée avec Thomas D pour Cours, Lola, cours
- German Film Awards 1999 : meilleure actrice allemande de l'année pour Cours, Lola, cours
- International Biennal for Film Music 1999 : Prix Spécial du Jury de la Phono Germanique partagée avec Thomas D pour Cours, Lola, cours (Lola rennt) (1998).
- German Film Awards 2000 : meilleure actrice allemande de l'année pour La Princesse et le Guerrier
- Jupiter Awards 2000 : meilleure actrice allemande pour La Princesse et le Guerrier
- Grimme Awards 2008 : meilleure performance pour Celui qui déterre la belladone (de), partagée avec Frank Griebe

### Nominations
- Chlotrudis Awards 2000 : meilleure actrice pour Cours, Lola, cours
- Chlotrudis Awards 2002 : meilleure actrice pour La Princesse et le Guerrier
- Australian Film Institute Awards 2007 : meilleure actrice pour Romulus, My Father

## Discographie
- 1998 : Cours, Lola, cours (bande originale du film) - titres Believe, Wish (Komm zu mir) (en duo avec Thomas D), Running One, Running Two et Running Three (les deux premiers également sortis en singles)
- 1998: Easy Day avec Bananafishbones
- 2001: Wish, bande originale de Folles de lui

## Publications
- Avec Max Urlacher : Berlin–Los Angeles. Ein Jahr. Herder, Freiburg im Breisgau 2005,  (ISBN 3-451-28847-8).
- Avec Karsten Schellenberg : Kick Ass – Das alternative Workout. Goldmann, Munich 2009,  (ISBN 978-3-442-39161-5).
- Zehn. Stories. Piper, Munich / Zurich 2010,  (ISBN 978-3-492-05423-2). (Édition poche Piper Taschenbuch 7367, 2012,  (ISBN 978-3-492-27367-1))
- Allmählich wird es Tag. Roman. Piper, Munich / Zurich 2014,  (ISBN 978-3-492-05494-2).

## Voix francophones
Franka Potente est doublée en français par les actrices suivantes :
 France
| - Virginie Méry dans[réf. nécessaire] : - Anatomie - La Mémoire dans la peau - La Mort dans la peau - The Bridge (série télévisée) | Et aussi - Barbara Delsol dans Cours, Lola, cours - Catherine Lafond dans Blow - Laura Préjean dans Creep - Laurence Dourlens dans Anatomie 2 - Laura Blanc dans The Shield (série télévisée) - Nathalie Homs dans Le Naufrage du Laconia (téléfilm) - Laëtitia Lefebvre dans American Horror Story : Asylum (série télévisée) - Anne Dolan dans Conjuring 2 : Le Cas Enfield - Doris Streibl dans Taboo (série télévisée) |